# Arnold Nijlen
Arnoldus Nijlen (Nijmegen, ? – Brussel, 1603) was de derde bisschop van Groningen. Hij werd in 1593 tot bisschop benoemd en moest een jaar later, na de reductie van Groningen zijn zetel alweer opgeven.
Nijlen was dominicaan. Hij was ingetreden in het Jacobijnerklooster in de stad, waar hij in 1576 de leiding over kreeg. In 1589 promoveerde hij in Keulen in de theologie, waarna hij in hetzelfde jaar tot vicaris van het bisdom Groningen werd benoemd. De toen benoemde bisschop, Jan van Bruhesen, werd voordat hij de zetel in Groningen feitelijk had ingenomen in 1592 benoemd in Utrecht, waarna Nijlen tot bisschop in Groningen werd benoemd.
Na een jaar in het ambt werd de stad ingenomen door Maurits en de Friese stadhouder Willem Lodewijk waarna de Katholieke Kerk verboden werd en de bisschop de stad moest verlaten. Nijlen trok naar Brussel waar hij in 1603 overleed en begraven werd in het Dominicanerklooster.